# NGC 5048
NGC 5048 је елиптична галаксија у сазвежђу Хидра која се налази на NGC листи објеката дубоког неба.
Деклинација објекта је - 28° 24' 40" а ректасцензија 13h 16m 8,3s. Привидна величина (магнитуда) објекта NGC 5048 износи 12,7 а фотографска магнитуда 13,7. Налази се на удаљености од 31,053 милиона парсека од Сунца. NGC 5048 је још познат и под ознакама ESO 443-87, MCG -5-31-41, AM 1312-280, PGC 46179.